# 628-E8
628-E8 (en francés La 628-E8) es una novela del escritor francés Octave Mirbeau, publicada en noviembre de 1907.

## Argumento
El enigmático título es simplemente la matrícula del coche C.G.V., creado por Fernand Charron, en el que el novelista recorrió el norte de la Francia, Bélgica, Holanda y Alemania en el año 1905. Pero no se trata principalmente de un diario de viaje turístico, cuyo héroe es el propio automóvil de Mirbeau, más bien de un viaje "hacia el interior de sí mismo". El narrador no tiene en cuenta ni la coherencia, ni la lógica narrativa : el relato es una yuxtaposición de anécdotas, de digresiones (por ejemplo, La Muerte de Balzac) y de impresiones que provocan los lugares visitados y los encuentros, reales o inventados. Es una nueva forma de escritura, en relación con el automóvil, que provoca nuevas formas de conocimiento y de percepción, a veces cercanas al vértigo :

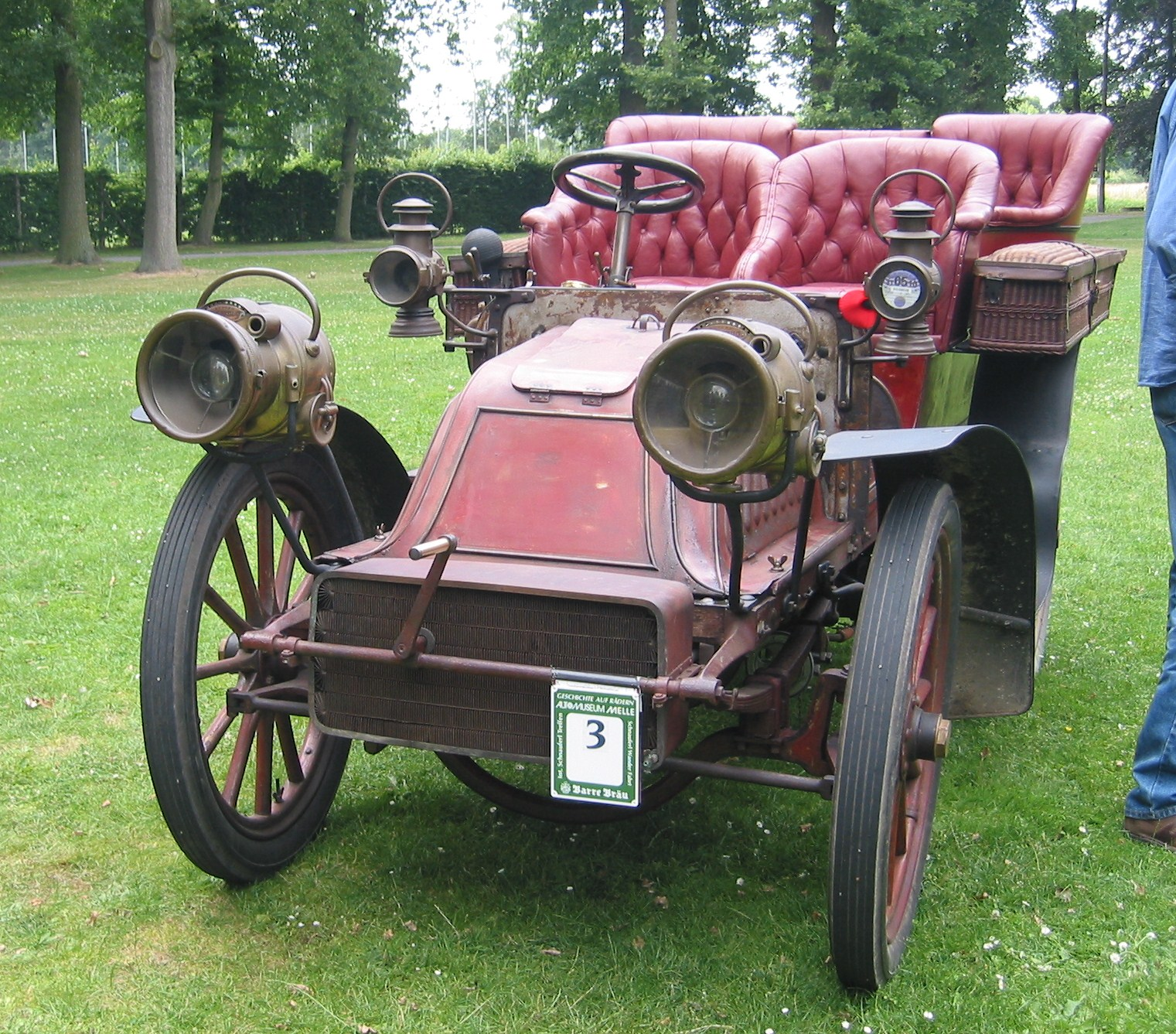
Charron C.G.V., 1902

« En algunas horas, me había dirigido de una raza de hombres a otra, pasando por todas las mediaciones del terreno, de la cultura, de las costumbres, de la humanidad que las reúne y las explica, y experimentaba esa sensación - tantas cosas me parecía haber visto - de haber, en un día, vivido meses y meses. Y esta sensación que sólo puede dar el automóvil [...], esa casa rodante ideal, ese instrumento dócil y preciso de penetración que es el automóvil. »
La publicación de La 628-E8 levantó una gran polémica a causa de un triple escándalo : 
- Escándalo de los belgas, debido a los capítulos caricaturescos consagrados a Bruselas, ciudad "perfectamente inútil" y "completamente paródica".
- Escándalo de los nacionalistas franceses, que se rebelaron contra la visión de Alemania, país limpio, dinámico y próspero, al contrario de la Francia, sucia, misoneista y refractaria a las innovaciones.
- Escándalo de La Muerte de Balzac, que obligó a Mirbeau a retirar in extremis el capítulo en litigio.

## Citas
- «¿Esto es el diario de un viaje en automóvil por una parte de Francia, Bélgica, Holanda, Alemania y, sobre todo, a través de mí mismo. / Se trata realmente de un diario ? ¿Acaso es un viaje ? [...] Hay momentos en los que me pregunto seriamente cuál es, en todo esto, la parte del sueño, y cuál, la parte de la realidad. No tengo ni idea. El automóvil tiene algo de enloquecedor : no se sabe nada, no se puede saber nada. » (p. 49-50)

## Traducción
La 628-E8 ha sido traducido al castellano por el grupo "Literatura-Imagen-Traducción" de la Universidad de Cádiz, con un prólogo de Lola Bermúdez Medina (2007). Esta edición comprende el capítulo escandaloso de La Muerte de Balzac.